# Nissan-lez-Enserune
Nissan-lez-Enserune è un comune francese di 3 592 abitanti situato nel dipartimento dell'Hérault nella regione dell'Occitania.

## Società

### Evoluzione demografica
Abitanti censiti